# Paulo David

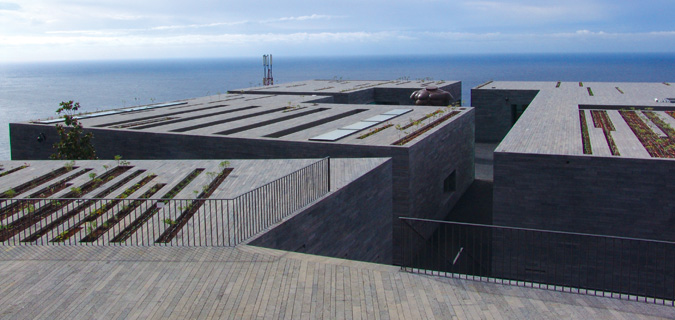
Konstcentret Casa das Mudas på Madeira.

Paulo David Abreu Andrade, född 1959 i Funchal på Madeira i Portugal, är en portugisisk arkitekt.
Paulo David utexaminerades 1989 från arkitekturfakulteten vid Universidade Técnica de Lisboa och arbetade därefter på Gonçalo Byrnes arkitektbyrå och på João Luís Carrilho da Graças arkitektbyrå. År 1996 återvände han till Funchal, där han grundade ett eget arkitektkontor 2003. Han har haft gästprofessurer vid flera universitet och har vunnit flera priser.
Paulo David nominerades 2005 till Europeiska unionens pris för samtidsarkitektur, Mies van der Rohe-priset, för sitt verk konstcentret Casa das Mudas i Calheta, Madeira, men besegrades av Rem Koolhaas. Paulo David fick 2012 Alvar Aalto-medaljen.

## Verk i urval
- Konstcentret Casa das Mudas, 2004, Estrada Simão Gonçalves da Câmara nº 37, Calheta, Madeira
- Das Salinas restaurang, simbassänger och strandpromenad, 2002-2006, Câmara de Lobos, Madeira
- Casa Funchal 05, Funchal, Madeira
- Vulkanens Paviljong, São Vicente, Madeira
- Grottorna i São Vicente, São Vicente, Madeira